# دروپا
دروپا بزرگترین نمایشگاه تجهیزات چاپ در جهان است که هر چهار سال یکبار توسط مس دوسلدورف در دوسلدورف، نوردراین وستفالن آلمان برگزار می‌شود. دروپا واژه‌ای است مرکب از کلمات آلمانی DRU و PA؛ چاپ و کاغذ به ترتیب.